# コールボーイ
コールボーイ（Call Boy）はイギリスのサラブレッドで、1927年のダービーステークス（イギリスダービー）優勝馬である。
本項では、コールボーイとともに、コールボーイが勝った第148回ダービーステークス（1927年）についても詳述する。

## 概要
コールボーイは、父ハリーオンの産駒としては3頭目となるイギリスダービー馬である。
ロンドンのウエスト・エンドのショービジネス界で成功したフランク・カーゾンが生産し、自身の持ち馬として走らせた。コールボーイは2歳の時にミドルパークステークスに勝ち、3歳の春に2000ギニーステークスで僅差の2着になったあと、ダービーで優勝した。
その直後に馬主のカーゾンが急死してしまい、コールボーイはそのまま引退することになった。しかし種馬としてはほとんど繁殖能力がないことがわかり、去勢された。

## 血統

### 母馬
母のコメディエンヌ (Comedienne) は、バチェラーズダブルが種牡馬になって最初の世代の産駒で、ヘンリー・グリーアがアイルランドで生産した馬である。
コメディエンヌはフランク・カーゾンが130ギニーで購入し、2歳のときに下級戦で4勝を挙げた。繁殖牝馬になったコメディエンヌの初仔は当歳時に死んでしまい、2番仔コメディスター (Comedy Star) は未勝利馬である。コメディエンヌの3番仔コメディキング (Comedy King) はコールボーイの1歳年上で、3歳時（1926年7月）にエクリプスステークス2着、同年9月のジョッキークラブステークスでは優勝馬フォックスロー (Foxlaw) からアタマ・半馬身差の3着になっている。

### 父馬
詳細はハリーオンおよびハリーオン系を参照。
父馬ハリーオンは第一次世界大戦中のイギリスで活躍した競走馬で、戦時中にセントレジャーステークスの代替競走として行われたセプテンバーステークスなど6戦無敗の成績を残した。種牡馬になるとすぐに、1922年にキャプテンカトルがダービーを勝ち、スタミナに富む種牡馬とみなされるようになった。
母のコメディエンヌにハリーオンがあてがわれた1923年の時点で、ハリーオンの産駒で主要な活躍をしたのはキャプテンカトルとタウンガードがいた。タウンガードは1922年の2歳戦でジムクラックステークスなどの重賞を勝つ活躍をしていた。コールボーイが誕生した1924年の春には、ハリーオンの産駒プラックが1000ギニーに優勝している。

## 競走馬時代

### デビューまで

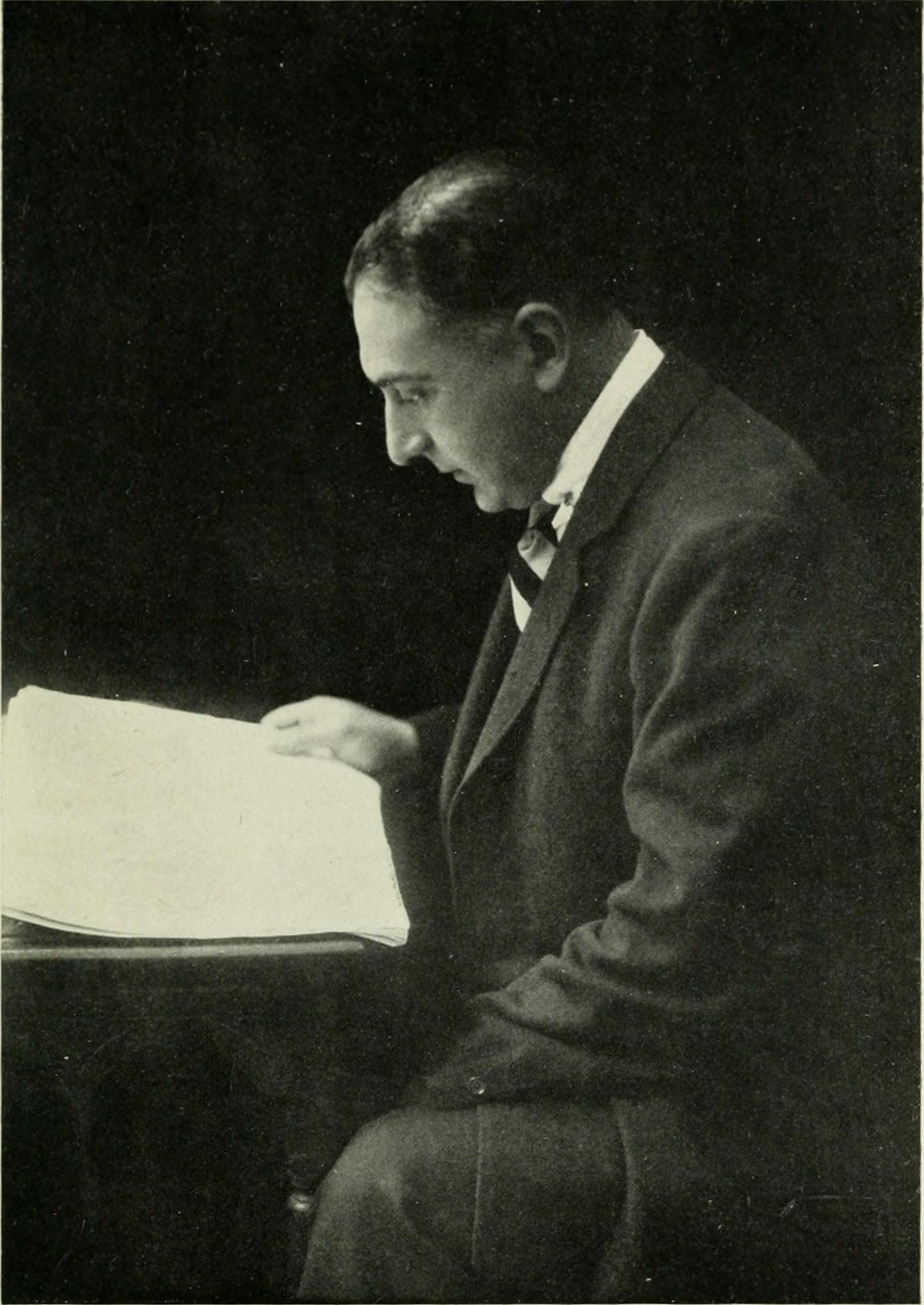
フランク・カーゾン（1914年）

コールボーイを生産・所有したフランク・カーゾンはイギリスの俳優・脚本家・プロデューサーである。
カーゾンはやがてプリムローズコテージ牧場 (Primrose Cottage Stud) を開いて競走馬の生産を行うようになり、活躍馬を出すようになった。そして彼のサラブレッド生産の集大成となったのがコールボーイである。

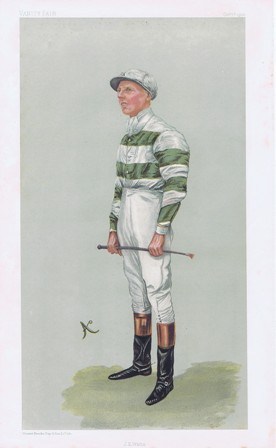
騎手時代のジョン・E・ワッツ（「バニティ・フェア」1903年10月1日号）

1922年からカーゾンの馬を預かっているのがジョン・イヴリン・ワッツ (John Evelyn Watts) 調教師である。ワッツ調教師はもともと騎手をしていて、第一次世界大戦前にはドイツ国立牧場で働いていたこともある。ワッツ師は大戦中、サフォーク・ヨーマンリー連隊に4年間従軍し、戦後ニューマーケットにランズダウンハウス厩舎 (Lansdowne House Stable) を開設した。ワッツ師はのちにマルセル・ブサックの馬を預かるようになり、凱旋門賞を連覇したコリーダを手がけることになる。
コールボーイが1926年の秋にデビューする前、1925年には、ハリーオン産駒のコロナックが2歳チャンピオンになった。さらに、年が明けて1926の春にコロナックはダービーを勝った。その直後の6月には、コールボーイの半兄コメディキングがエクリプスステークスで2着になっている。

### 2歳時（1926年）
コールボーイはハリーオン系らしい、大柄の栗毛馬だった。コールボーイのデビュー戦は7月のジュライステークスで、ザサトラップ (The Satrap) とダービー伯爵エドワード・スタンリーのシックルに次ぐ3着になった。ドンカスター競馬場のシャンペンステークスではシックルを捉えることはできたが、デイモン (Damon) に敗れて2着になった。
10月になってニューマーケット競馬場でリントンステークス（Linton Stakes、5ハロン≒約1207メートル）で初勝利をあげると、一ヶ月後のミドルパークステークスでシックルを頭差負かして優勝した。
この世代では、ジュライステークスとリッチモンドステークスを勝ったザサトラップが最も高い評価を得た。この年の重要な2歳戦では、ニューステークスとシャンペンステークスをデイモンが勝ち、デューハーストプレートをマネーメーカー (Money Maker) が勝っていた。コールボーイが勝ったミドルパークステークスもイギリスの主要な2歳戦だが、コールボーイにとってはシャンペンステークスでデイモンに敗れたのが響き、世代のフリーハンデでは5番手の評価に留まった。
馬主のカーゾンのもとへは、翌年のクラシック候補となったコールボーイを譲ってくれという申し入れが相次いだが、カーゾンはこれを全てはねつけた。彼にとっては、こうした数々のオファーは、彼がまるで有望な2歳馬の価値を正しく理解していないと看做されているのだと侮どられていると感じるほどだった。

### 3歳時（1927年）
コールボーイは3歳になっても春のクラシック前哨戦に全く出なかった。2歳チャンピオンのザサトラップはリタイヤしてしまったし、デイモンやマネーメーカーといった2歳時の有力馬も信頼性に欠いていた。主要な前哨戦は次々と勝ち馬が変わり、3歳クラシック戦は混戦模様となった。
フランク・カーゾンは世代5番手の低評価に憤り、コールボーイが3歳になってからの調教をすべて一般公開した。公開調教で、コールボーイは半兄のコメディキングと併せ馬を行い、これに先着してみせた。コメディキングは前年のエクリプスステークスでダービー馬コロナックと争って2着に入った馬である。この調教をみた人々によって、この年1度も出走していないにもかかわらず、コールボーイは2000ギニーでの人気を高めた。

#### 2000ギニー
2000ギニーは本命不在の混戦ムードで、どの馬でも勝てそうだと考えた馬主が多くなった結果、出走馬の数は史上2番めに多い23頭になった。コールボーイは本命とはいえ3.5倍どまりだった。
コールボーイは残り400メートルほどからスパートし、コールボーイ、2番人気のシックル、人気薄のアダムズアップルの3頭の争いになった。ゴール寸前でシックルがやや遅れ、コールボーイとアダムズアップルが並んだままゴールした。観衆の多くは同着とみたが、ハナ差でアダムズアップルの勝利と判定された。アダムズアップルの馬券は21倍の番狂わせになった。

## 第148回ダービーステークス

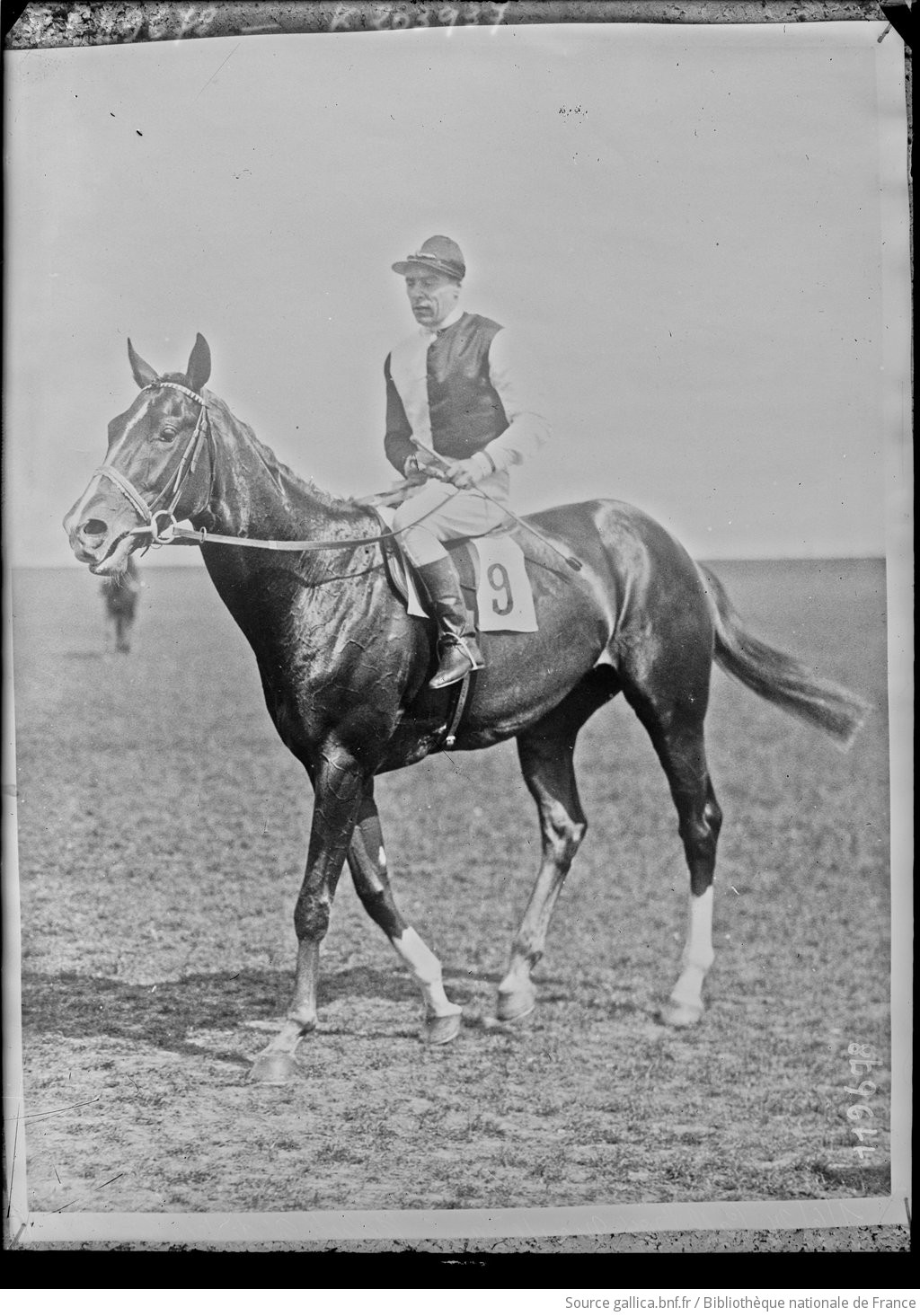
ダービーでのコールボーイ。騎乗しているのはチャーリー・エリオット。

この年はダービーも混戦であることは疑いようもなく、「長いダービーの歴史の中で、最もどの馬にも優勝のチャンスがある一戦」と報じられている。
コールボーイは2000ギニーのあと、ニューマーケット競馬場の10ハロン（約2011メートル）のレースを4馬身差で制してダービーへ駒を進めた。ダービーが行われるエプソム競馬場は、ニューマーケット競馬場よりも起伏が激しく、距離も半マイル長くなる。もともと距離が伸びれば伸びるほど強くなるハリーオン産駒だったし、2000ギニーでも僅差の2着だったことが評価を受け、本命になった。とはいえ5倍どまりで、例年に比べると強い支持を集めたわけではなかった。
差のない2番人気は5.5倍のホットナイト (Hot Night) だった。ホットナイトは上海の不動産王ヴィクター・サッスーンの所有馬である。3番人気には2000ギニー優勝馬のアダムズアップル（7倍）、4番人気は2000ギニー3着のシックル（8倍）だった。直前のチェスターヴェースを勝って滑り込んできたローンナイト (Lone Knight) が12.1倍で5番人気だった。ダービーの1週間前に大西洋単独無着陸飛行を成功させたチャールズ・リンドバーグがダービーのゲストとして競馬場へやってきたが、そのために競馬場には大観衆がおしかけ、50万人が集まったと伝えられている。
コールボーイは終始積極策で先頭を走り、2分34秒+2⁄5のコースレコードで勝った。ホットナイトが2着に入り、3着には人気薄のシアンモアが入った。
ダービーでは、優勝馬の馬主がスタンドからゴールまで降りてゆき、愛馬の手綱をとってセレモニーをするというのが恒例だったが、この年はそれが難しかった。馬主のカーゾンは、直前に妻と死別したばかりなうえ、本人も心臓病で歩くこともままならなかった。最後は貴賓席へ登って国王から祝福を受けるのだが、これに大変な時間を要した。

## ダービーのあと
ダービー優勝の翌日、カーゾンはロンドンで心臓発作を起こし、2週間後に死んだ。
当時のイギリスの規定では、馬主が死去するとクラシック登録が失効するため、セントレジャーステークスには出走できなくなった。コールボーイには世界中から様々なオファーがあったが、最終的にはカーゾンの従兄弟が6万ポンドを出して購入し、種牡馬にすることになった。
しかし、まもなくコールボーイには受精能力がほとんどないことが判明し、去勢された。ただし、完全に受精能力が無かったわけではなく、種付の後にアメリカへ連れて行かれた牝馬が牡馬を出産しており、その子孫がアメリカで数代にわたって細々と残った。
1961年のイギリス1000ギニー及びイギリスオークスの勝ち馬スイートソレラが、コールボーイが牝系に入っている活躍馬である。

## 血統表
| Call Boyの血統                                 | Call Boyの血統          | Call Boyの血統   | （血統表の出典） | （血統表の出典） |
| 父系                                           | ハリーオン系            | ハリーオン系     | ハリーオン系     | [ § 2 ]          |
| 父 Hurry On 1903 栗毛 イギリス                 | 父の父Marcovil          | Marco            | Barcaldine       | Barcaldine       |
| 父 Hurry On 1903 栗毛 イギリス                 | 父の父Marcovil          | Marco            | Novitiate        |                  |
| 父 Hurry On 1903 栗毛 イギリス                 | 父の父Marcovil          | Lady Villikins   | Hagioscope       | Hagioscope       |
| 父 Hurry On 1903 栗毛 イギリス                 | 父の父Marcovil          | Lady Villikins   | Dinah            |                  |
| 父 Hurry On 1903 栗毛 イギリス                 | 父の母Tout Suite        | Sainfoin         | Springfield      | Springfield      |
| 父 Hurry On 1903 栗毛 イギリス                 | 父の母Tout Suite        | Sainfoin         | Sanda            |                  |
| 父 Hurry On 1903 栗毛 イギリス                 | 父の母Tout Suite        | Star             | Thurio           | Thurio           |
| 父 Hurry On 1903 栗毛 イギリス                 | 父の母Tout Suite        | Star             | Meteor           |                  |
| 母 Comedienne 1913 黒鹿毛または青鹿毛 イギリス | 母の父Bachelor's Double | Tredennis        | Kendal           | Kendal           |
| 母 Comedienne 1913 黒鹿毛または青鹿毛 イギリス | 母の父Bachelor's Double | Tredennis        | St. Marguerite   |                  |
| 母 Comedienne 1913 黒鹿毛または青鹿毛 イギリス | 母の父Bachelor's Double | Lady Bawn        | Le Noir          | Le Noir          |
| 母 Comedienne 1913 黒鹿毛または青鹿毛 イギリス | 母の父Bachelor's Double | Lady Bawn        | Milady           |                  |
| 母 Comedienne 1913 黒鹿毛または青鹿毛 イギリス | 母の母Altoviscar        | Donovan          | Galopin          | Galopin          |
| 母 Comedienne 1913 黒鹿毛または青鹿毛 イギリス | 母の母Altoviscar        | Donovan          | Mowerina         |                  |
| 母 Comedienne 1913 黒鹿毛または青鹿毛 イギリス | 母の母Altoviscar        | Navaretta        | Kilwarlin        | Kilwarlin        |
| 母 Comedienne 1913 黒鹿毛または青鹿毛 イギリス | 母の母Altoviscar        | Navaretta        | Pampeluna        |                  |
| 母系(F-No.)                                    | 2号族(FN:2-f)           | 2号族(FN:2-f)    | 2号族(FN:2-f)    | [ § 3 ]          |
| 5代内の近親交配                                | Hermit：S5×S5×M5        | Hermit：S5×S5×M5 | Hermit：S5×S5×M5 | [ § 4 ]          |
| 出典                                           | 1. 2. 3. 4.             | 1. 2. 3. 4.      | 1. 2. 3. 4.      | 1. 2. 3. 4.      |